# Котляровка (Донецкая область)
Котляровка (укр. Котлярівка) — посёлок в Покровском районе Донецкой области Украины.
Население по переписи 2001 года составляло 103 человека. Почтовый индекс — 85372. Телефонный код — 623. Код КОАТУУ — 1422783803.

## История
12 мая 2025 года, в ходе боёв на новопавловском направлении, посёлок был взят ВС РФ.

## Местный совет
85372, Донецкая обл., Покровский р-н., с.Новоелизаветовка, ул.Ленина,1, тел. 5-31-3-42